# Робертсон, Аарон
Аарон Робертсон (родился 8 ноября 1971 года) — американский математик, специализирующийся на теории Рамсея. Он является профессором Колгейтского университета.

## Жизнь и образование
Аарон Робертсон родился в Торрансе, штат Калифорния. Переехал с родителями в Мидленд, штат Мичиган, когда ему было 4 года. Он изучал актуарную науку на бакалавриате Мичиганского университета, а затем поступил в аспирантуру по математике в Университете Темпл в Филадельфии, где его научным руководителем был Дорон Цейльбергер. Робертсон получил докторскую степень в 1999 году, защитив диссертацию под названием «Некоторые новые результаты в теории Рамсея».
После получения докторской степени Робертсон стал доцентом математики в Колгейтском университете, где в настоящее время он является профессором.

## Математическая работа
Работа Робертсона в области математики с 1998 года в основном касалась тем, связанных с теорией Рамсея.
Одна из самых ранних публикаций Робертсона — это статья, написанная в соавторстве с его научным руководителем Дороном Цейльбергером и написанная им в рамках его докторской диссертации. Авторы доказывают, что «минимальное число (асимптотически) одноцветных троек Шура, которое может быть получено при раскраске в два цвета {\displaystyle [1,n]} может иметь {\textstyle n^{2}/22+O(n)} ".
После завершения своей диссертации Робертсон работал с 3-членными арифметическими прогрессиями, где он нашел наиболее известные значения, которые были близки друг к другу, и назвал эту работу «Новые нижние границы для некоторых разноцветных чисел Рамсея».
Другим примечательным исследованием Робертсона является статья, написанная в соавторстве с Дороном Цейльбергером и Гербертом Вилфом под названием «Шаблоны перестановок и непрерывные дроби». В этой статье они «находят производящую функцию для числа перестановок, избегающих (132)-шаблонов, имеющих заданное количество (123)-шаблонов» , при этом результат представлен «в виде непрерывных дробей». Вклад Робертсона в эту конкретную статью включает обсуждение перестановок, которые избегают определённого шаблона, но содержат другие.
В известной статье Робертсона под названием «Вероятностный порог для монохроматических арифметических прогрессий» исследуется функция {\displaystyle f_{r}(k)={\sqrt {k}}\cdot r^{k/2}} (где {\displaystyle r\geq 2} фиксировано) и r-раскраски {\displaystyle [1,n_{k}]=\{1,2,\ldots ,n_{k}\}} Робертсон анализирует пороговую функцию для {\displaystyle k} арифметических прогрессий и улучшает ранее найденные границы.
В 2004 году Робертсон и Брюс М. Ландман опубликовали книгу «Теория Рамсея для целых чисел», второе расширенное издание которой вышло в 2014 году. В книге были представлены новые темы, такие как радужная теория Рамсея, «неравенственная» версия теоремы Шура, монохроматические решения рекуррентных соотношений, результаты Рамсея, включающие как суммы, так и произведения, монохроматические множества, избегающие определенных разностей, свойства Рамсея для полиномиальных прогрессий, обобщения теоремы Эрдёша–Гинцберга–Зива и число арифметических прогрессий при произвольных раскрасках.
Недавно, в 2021 году, Робертсон опубликовал книгу под названием «Основы теории Рамсея». Целью Робертсона при написании этой книги было «помочь дать обзор теории Рамсея с нескольких точек зрения, добавляя по ходу дела интуицию и подробные доказательства, при этом, как мы надеемся, немного более мягко, чем большинство других книг по теории Рамсея». На протяжении всей книги Робертсон обсуждает несколько теорем, включая теорему Рамсея, теорему Ван дер Вардена, теорему Радо и теорему Хейлса–Джеветта .

## Внешние ссылки
- Домашняя страница Аарона Робертсона
- Архив статей, опубликованных Аароном Робертсоном из ResearchGate